# Dyrzela plagiata
Dyrzela plagiata är en fjärilsart som beskrevs av Walker 1858. Dyrzela plagiata ingår i släktet Dyrzela och familjen nattflyn. Inga underarter finns listade i Catalogue of Life.